# Адијабатски систем
Адијабатски систем је систем који не може да размењује енергију са околином, дакле, изолован систем. Слично, адијабатски процес је процес у којем систем не размењује енергију са околином.